# Seznam tajvanskih tenisačev
Seznam tajvanskih tenisačev.

## C
- Hao-ching Chan
- Latisha Chan
- Kai-chen Chang
- Ti Chen
- Chia-jung Chuang

## H
- Su-wei Hsieh
- Chieh-yu Hsu
- Liang-Chi Huang

## J
- Ting-fei Juan
- Jason Jung

## L
- Hsin-han Lee
- Janet Lee
- Bing-chao Lin
- Yen-hsun Lu

## P
- Hsien-yin Peng

## T
- Chun-hsin Tseng

## W
- Shi-ting Wang
- Yeu-tzuoo Wang

## Y
- Tsung-hua Yang